# 瓠果

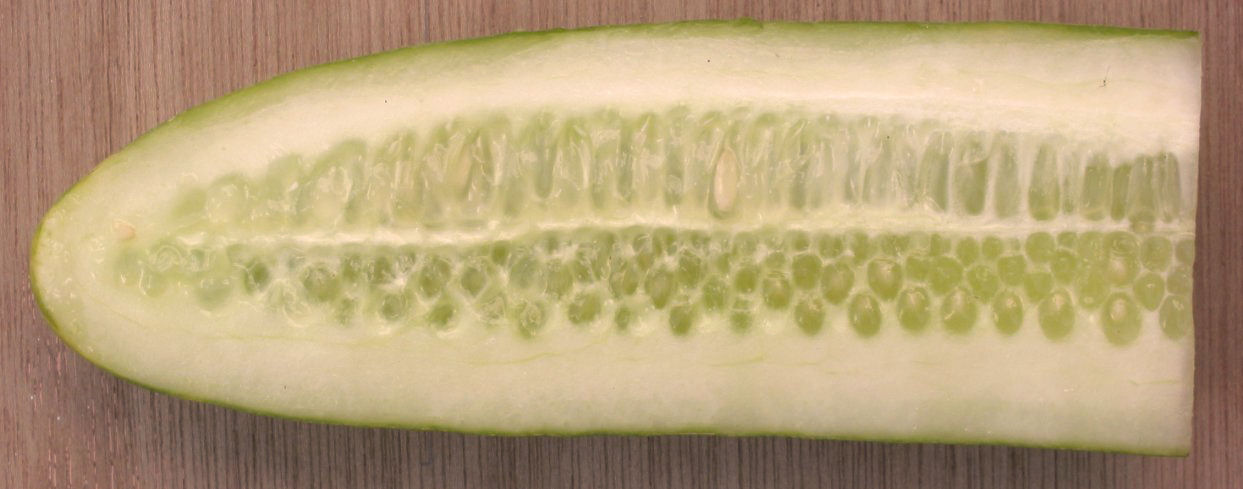
瓠果：黄瓜的果实

瓠果是果实的一种类型，属于单果，是葫芦科植物特有的果实类型。
瓠果由子房下位的三心皮合生雌蕊发育而来，形成果实的除了子房还有花萼，因此瓠果是一种附果。

## 果皮
瓠果的外果皮与花萼合生形成较坚韧的果实外皮，中果皮与内果皮的界限不甚分明，常肥厚多汁，冬瓜、甜瓜等水果蔬菜可供食用的就是这个部分。

## 胎座
瓠果的胎座异常发达，这是其他类型果实所不具有的，发达的胎座常在果实内佔据很大的空间，西瓜供食用的部分就是胎座。

## 种子
一枚瓠果可以含有很多种子，种子沿胎座分散分布在果实中。

## 花被
瓠果的花被宿存，位于果实顶端，与果蒂相对的位置。

## 食用
很多瓠果被人类作为水果、蔬菜或者中药食用，包括黄瓜、丝瓜、西瓜、冬瓜、南瓜、葫芦、栝楼或是木瓜等。